# Камара, Альхассан
Абу́ Бака́рр Альхасса́н Камара́ (англ. Abu Bakarr Alhassan Kamara; 16 января 1993, Фритаун) — сьерра-леонский футболист, нападающий шведского клуба «Хальмстад».

## Карьера

### Клубная
Футболом начал заниматься в «Каллоне» из Фритауна, с которым в 2010 году и подписал свой первый профессиональный контракт. 11 мая 2011 года забил свой первый гол в чемпионате страны. На 30-й минуте домашнего матча с «Ареа Бест» Камара открыл счёт в матче, в котором его команда в итоге разгромила соперника 3:0. Через две недели забитый им мяч вновь стал победным. На этот раз он сумел отличиться в выездной встрече с «Непин Старс». В итоговой таблице чемпионата «Каллон» занял второе место.
Летом 2011 года по совету своего агента Альхассан отправился на правах аренды в «Буден», представлявший Первый дивизион Швеции. 14 августа он дебютировал в стартовом составе своего нового клуба. Но на протяжении всего матча сьерралеонец ничем не отметился, и на 77-й минуте его сменил Аксель Ландстрём. А уже в следующей игре Камара оформил дубль. Сначала на 49-й минуте от удвоил преимущество своей команды, а ещё через 6 минут довёл счёт до крупного. Всего на его счету 10 игр, в которых он пять раз сумел поразить ворота соперника.
Осенью игра молодого нападающего привлекла внимание нескольких больших клубов. Интерес к его персоне проявляли «Арсенал» и «Халл Сити», а также три клуба из Швеции: АИК, «Юргорден» и «Эребру». В два последних он ездил на просмотр, а к переходу в лондонскую команду Камара, по его словам, был весьма близок, но в итоге решил продолжить карьеру в АИКе. Во многом его решению поспособствовали мнение о клубе его соотечественников Мохамеда и Ибрагима Бангура. Дебют африканского нападающего в Аллсвенскане состоялся уже в первом туре нового чемпионата. За десять минут до конца матча главный тренер столичной команды Андреас Альм, выпустил его вместо Мартина Мутумбы. Отыграв в первой половине чемпионата 11 матчей, Альхассан не забил ни одного мяча, поэтому руководство клуба решило отдать его в аренду «Эребру».
Уже через 3 дня после перехода Альхассан вышел в стартовом составе нового клуба на матч против «Юргордена», а уже в следующем туре забил свой первый мяч в чемпионатах Швеции. На 52-й минуте встречи он поразил ворота «Кальмара», чем помог своей команде одержать победу. По итогам сезона «Эребру» занял предпоследнее место в турнирной таблице и вылетел в Суперэттан, а сьерра-леонский нападающий по окончании срока аренды вернулся в АИК.
В июле 2016 года перешёл из «Эребру» в «Хеккен». 7 августа в матче чемпионата Швеции против «Эльфсборга» забил свой первый гол в составе новой команды. В поединке 21-го тура против «Ефле» Альхассан оформил дубль, а встреча завершилась со счётом 2:2. Уже в следующей игре форвард отличился голом в дерби против «Гётеборга», позволив своей команде вырвать ничью — 2:2. Также гол Камара помог «осам» одержать победу над «Хаммарбю» со счётом 3:2 в игре 23-го тура Аллсвенскан. Таким образом, голевая серия нападающего составила три матча. Череда результативных матчей «Креспо» могла продлиться, но в поединке против «Сундсвалля» ему «повезло» трижды за одну атаку угодить в стойки ворот. Счёт в той игре так и не был открыт. В оставшихся встречах сезона Камара не удалось отличиться результативными действиями.

### В сборных
Главный тренер национальной сборной Сьерра-Леоне Ларс-Олоф Маттссон впервые вызвал Альхассана Камара в мае 2012 года для подготовки к отборочным матчам Чемпионата мира. 2 июня, в первой из запланированных игр, состоялся дебют Альхассана в сборной. На матч против Кабо-Верде он вышел в стартовом составе и на 13-й минуте сумел даже отличиться, однако забитый им мяч был отменён из-за офсайда. В сентябре того же года он всё-таки забил свой первый мяч за сборную. В домашней игре с Тунисом Камара вывел свою команду вперёд, однако уже в следующей атаке сьерралеонцы пропустили. В итоге игра завершилась результативной ничьей 2:2.

## Достижения
Каллон
- Серебряный призёр чемпионата Сьерра-Леоне: 2011

## Матчи за сборную
| # | Дата            | Место                         | Соперник              | Результат | Голы | Турнир                                        |
| - | --------------- | ----------------------------- | --------------------- | --------- | ---- | --------------------------------------------- |
| 1 | 2 июня 2012     | Фритаун, Сьерра-Леоне         | Кабо-Верде            | 2:1       | 0    | Отборочные матчи Чемпионата мира 2014         |
| 2 | 9 июня 2012     | Малабо, Экваториальная Гвинея | Экваториальная Гвинея | 2:2       | 0    | Отборочные матчи Чемпионата мира 2014         |
| 3 | 8 сентября 2012 | Фритаун, Сьерра-Леоне         | Тунис                 | 2:2       | 1    | Отборочные матчи Кубка африканских наций 2013 |
| 4 | 13 октября 2012 | Монастир, Тунис               | Тунис                 | 0:0       | 0    | Отборочные матчи Кубка африканских наций 2013 |
| 5 | 23 марта 2013   | Радес, Тунис                  | Тунис                 | 1:2       | 1    | Отборочные матчи Чемпионата мира 2014         |
| 6 | 8 июня 2013     | Фритаун, Сьерра-Леоне         | Тунис                 | 2:2       | 1    | Отборочные матчи Чемпионата мира 2014         |